# Chen Shou
Chen Shou ( chinês tradicional: 陳壽; 233-297 ), nome de cortesia Chengzuo (承祚), foi um historiador, político e escritor chinês que viveu durante o período dos Três Reinos e a dinastia Jin da China. Chen Shou é mais conhecido pelo seu trabalho mais célebre, os Registos dos Três Reinos ( Sanguozhi ), que regista a história do final da dinastia Han oriental e do período dos Três Reinos. Chen Shou escreveu o Sanguozhi principalmente sob a forma de biografias de pessoas notáveis daquela época. Hoje, os Registos dos Três Reinos de Chen fazem parte do cânone das Vinte e Quatro Histórias da antiga história chinesa.

## Sanguozhi

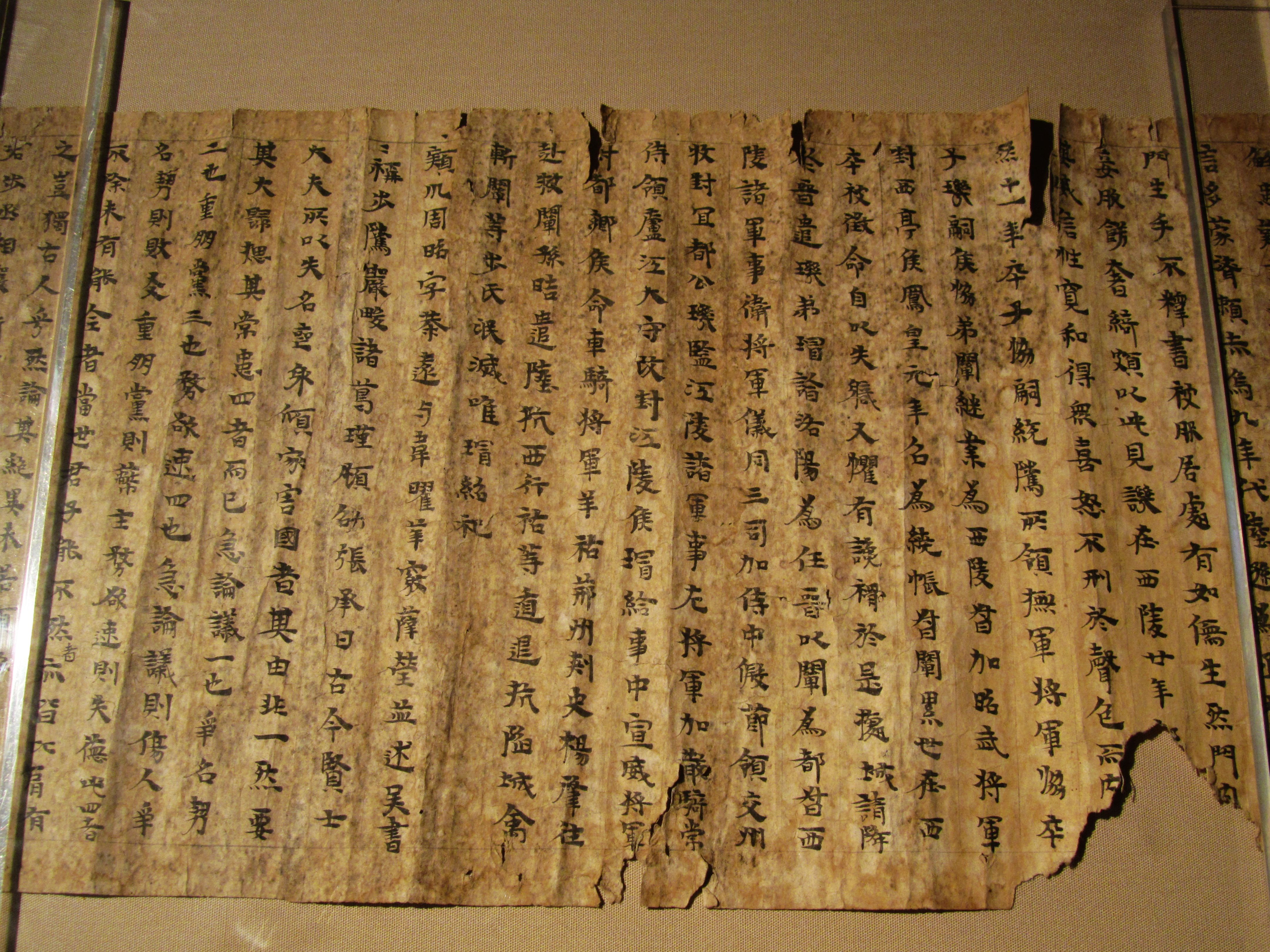
Um fragmento da biografia de Bu Zhi, dos Registos dos Três Reinos, parte dos manuscritos de Dunhuang

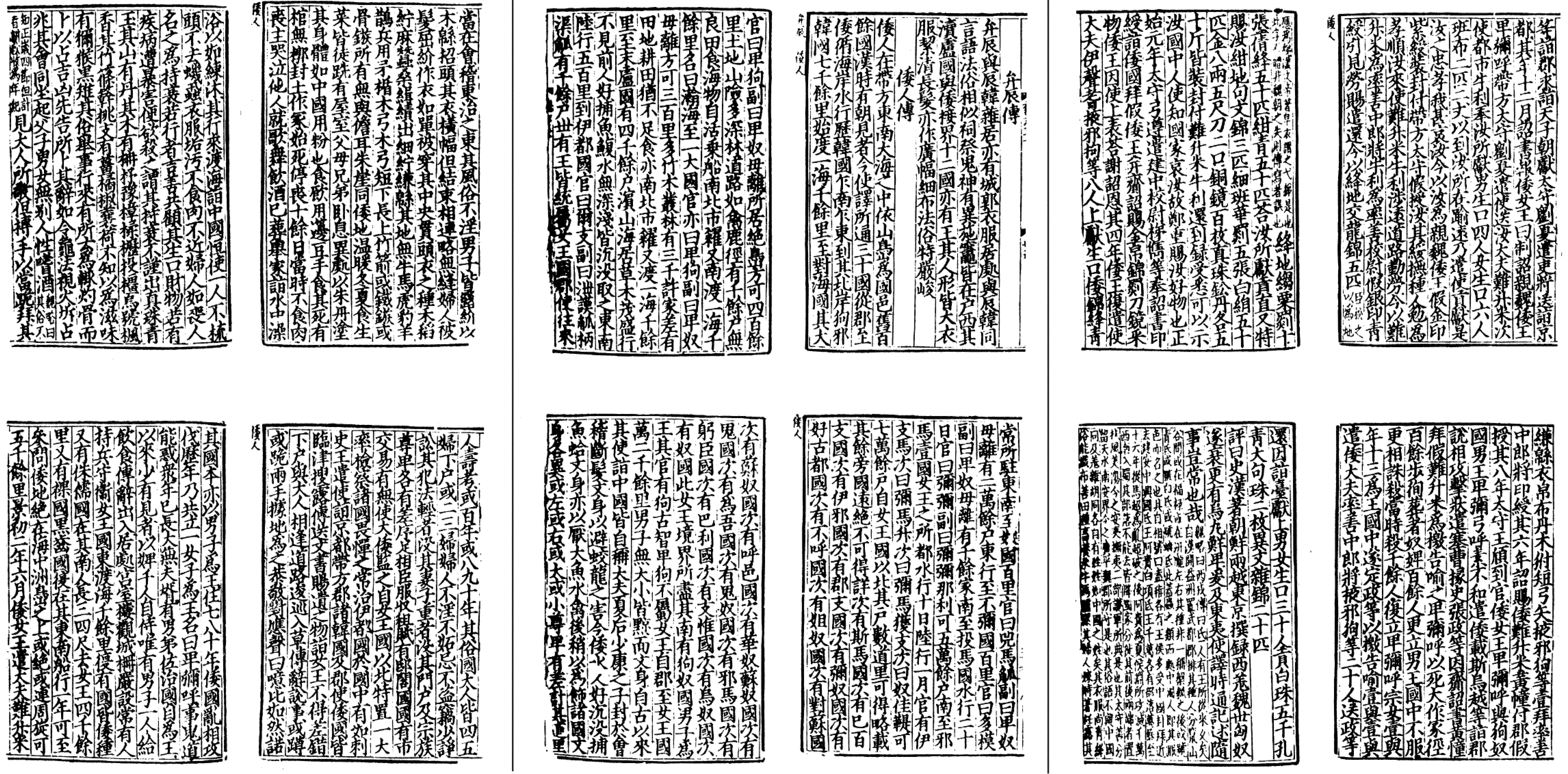
Texto do Wei Zhi (魏志, Registos de Wei), que documenta a história de Cao Wei, escrito por volta de 297